# アン女王の誕生日のための頌歌

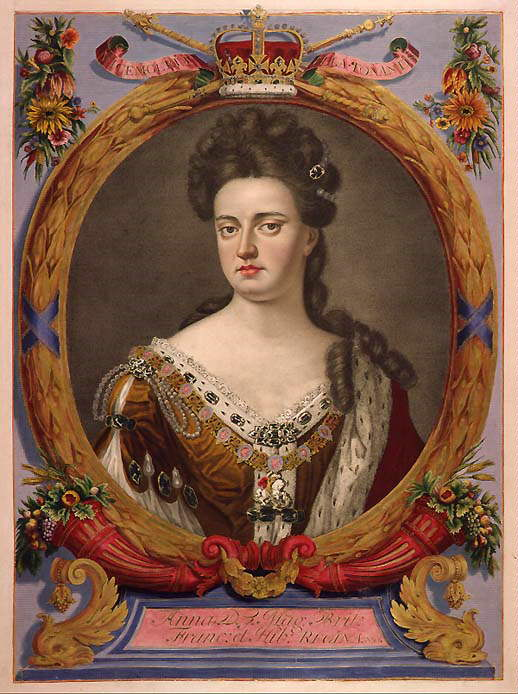
アン女王の肖像 (1707)

『アン女王の誕生日のための頌歌』（アンじょおうのたんじょうびのためのしょうか、Ode for the Birthday of Queen Anne）HWV 74は、ゲオルク・フリードリヒ・ヘンデルが1713年ごろに作曲した、独唱・合唱および管弦楽による英語の世俗的頌歌。
トランペットの伴奏を持つ第1曲「神々しい光の永遠の源よ」(Eternal source of light divine)
がとくによく知られている。

## 概要
テクストの作者はアンブローズ・フィリップス(en)とされるが、はっきりしない。アン女王の誕生日のみならず、ユトレヒト条約によってスペイン継承戦争が終結し、平和がもたらされたことをも祝福している。同条約の締結を祝うために、ヘンデルは同じころ『ユトレヒト・テ・デウムとユビラーテ』も作曲しており（1713年7月7日初演）、女王はヘンデルに年200ポンドの終身年金を賜っている。
初演の記録は残っていない。伝統的には1713年2月6日の女王の誕生日にセント・ジェームズ宮殿で演奏されたとされるが、翌1714年とする説もある。どちらの説にも問題があり、そもそも演奏されなかった可能性もある。
『ユトレヒト・テ・デウムとユビラーテ』とともにヘンデルが英語のテクストに作曲した最初期の作品であり、音楽にはヘンリー・パーセルの影響が見られる。

## 構成
7曲から構成され、各曲は「永続する平和を地に打ち立てた偉大なアン女王に生を与えた日」というリフレーンで終わる。最終曲以外の各曲は独唱または二重唱ではじまり、リフレーン部分には合唱が加わる。奇数曲ではリフレーンで曲が変わる。
1. Eternal source of light divine（アルト）
2. Let all the winged race with joy（ソプラノ）
3. Let flocks and herds their fear forget（アルト）
4. Let rolling streams their gladness show（バスとアルト）
5. Kind Health descends on downy wings（ソプラノとアルト）
6. Let envy then conceal her head（バス）
7. United nations shall combine（アルトと合唱）

アルト独唱はカウンターテナーで歌われることも多い。
演奏時間は約30分。